# トヨタカローラ熊本
トヨタカローラ熊本株式会社（とよたかろーらくまもと）は、熊本県熊本市に本社を置き、熊本県内でトヨタカローラ店を展開するトヨタ系自動車ディーラー。通称「カローラ熊本」。

## 概要
- 熊本県内一円を販売拠点として、熊本市内や郡部の広範囲にわたる店舗・サービス網を展開するとともに、万全のアフターサービス体制を敷いて、お客様の厚い信頼を得ている。取り扱い車種に恵まれ、1998年には熊本県下初累計販売台数（軽自動車を除く）が20万台を達成するなど、トップクラスの販売実績で強い経営体質を誇る。
- 各階層、職種別教育、新人社員教育など、年間販売台数No.1（軽自動車を除く）を人材づくりを実施している他、若手社員の実力・能力に応じた積極的な登用による組織活性化を図っている。また入社式を一週間後に控えた新入社員を対象に天草の海をクルージングし、これから社会の荒波に漕ぎ出す新人達に絆を深めたいと当社副社長発案による「洋上研修」というユニークな新人研修も行われており、この研修では、新入社員が自主的に清掃活動も取り組んでいる。
- 地域社会との共存・共栄を目指して、清掃奉仕やボランティア活動を積極的に推進している。また熊本県下で唯一ボーイスカウト隊を会社で組織している。
- 入社式などの社内行事は、子会社であるネッツトヨタ中九州と合同で行う（社長は「ネッツ中九州」の会長も兼任している）。
- 年に数回、「県下一斉カローラの日」と称した大商談会が土・日（月曜が祝祭日と重なる時は3日間）に熊本市内の店舗合同でカローラ熊本本店及び郡部各店で開催される。カローラの車が特別装備・特別価格で販売されるほか、来場者や成約者プレゼントや各店舗ごとにイベントを行う。テレビ・ラジオCMや熊本日日新聞紙上にて告知するほか、熊本日日新聞をはじめ、熊本県内の新聞各紙には、チラシ広告が折り込まれる。

### グループ体制
- 2012年、グループ名称を「UTグループ」（ユナイテッドトヨタ・グループ）とした。
- 2015年10月、グループ統括会社として「UTホールディングス株式会社」を設立。
- 2020年5月1日にネッツトヨタ中九州と合併。法人名称をユナイテッドトヨタ熊本とする。

## 店舗
（※）はU-car（中古車）センター併設
- 本店 : 熊本市中央区十禅寺4-1-1
- 健軍店 : 熊本市東区健軍4-4-3
- 清水店 : 熊本市北区山室5-1-1
- 東バイパス店 : 熊本市東区下南部3-14-78（※）
- 武蔵ヶ丘店 : 熊本市北区楠6-6-50
- 宇土店 : 宇土市境目町390-2
- 八代店 : 八代市旭中央通11-2（※）
- 荒尾店 : 荒尾市荒尾2025-2（※）
- 玉名店 : 玉名市築地438-1
- 山鹿店 : 山鹿市大橋通801
- 菊池店 : 菊池市大琳寺91-3
- 大津店 : 菊池郡大津町引水157-1
- 阿蘇店 : 阿蘇市黒川137-1（※）
- 人吉店 : 人吉市下林町184-1（※）
- 水俣店 : 水俣市桜井町2-1-1
- 本渡店 : 天草市瀬戸町66
- 大矢野店 : 上天草市大矢野町上1501-1
- レクサス車の販売およびメンテナンス（レクサス熊本南）:熊本市中央区世安1-1-13

輸入車販売（フォルクスワーゲン正規ディーラー）
- Volkswagen熊本中央 : 熊本市中央区世安3-13-19（※）

## その他の熊本県内のトヨタ販売店
- 熊本トヨタ自動車（トヨタ店）
- 熊本トヨペット（トヨペット店）
- ネッツトヨタ熊本（ネッツ店）
- ネッツトヨタ中九州（ネッツ店、カローラ熊本のグループ企業）